# Артания (футбольный клуб)
«Арта́ния»  (укр. «Артанія») — украинский футбольный клуб из города Очакова Николаевской области.

## История
Очаковская футбольная команда носила разные названия: в 1950-е годы — «Медик», 1960-е годы — «Пищевик», «Черноморец», 1970-е годы — «Колос».

### Маяк
Под названием «Маяк» команда начала своё выступление в 1987 году в первенстве Николаевской области. С приходом на тренерскую работу мастера спорта Валерия Журавко началось становление команды. В 1987 году очаковцы вышли в первую группу первенства области. В 1988 году заняли 2-е место в первенстве. Этот успех позволил команде в следующем году впервые в истории очаковского футбола выступить в чемпионате и кубке Украины среди КФК.
В связи с этим, в начале 1989 года в Очакове создаётся первый в Николаевской области футбольный клуб. Инициаторами выступили братья Валерий и Олег Журавки. Олег становится председателем клуба и начальником команды, а Валерий — тренером. В короткий срок была скомплектована новая команда. Клуб пополнили выпускники николаевской ДЮСШ «Судостроитель».

### Чемпионаты среди КФК

#### 1989
В дебютном для себя чемпионате Украины среди любительских команд 1989 года «Маяк» уверенно победил в своей зоне, опередив старожилов турнира «Динамо» Одесса, «Мелиоратор» Каховка, «Титан» Армянск, «Энергия» Новая Каховка.
В финальном турнире среди победителей зон очаковская команда оказалась сильнее «Стахановца» (Стаханов) — 2:1, «Сахарника» (Чертков) — 2:1 и «Прибориста» (Мукачево) — 3:0. Уступил «Маяк» лишь команде «Сула» (Лубны) — 0:1 и будущему чемпиону Украины — киевскому СКА. Итог для очаковцев: второе место в чемпионате Украины.
В том сезоне свою силу «Маяк» подтвердил и в областных соревнованиях, сделав дубль.

#### 1990
Второй сезон в чемпионате Украины среди КФК «Маяк» провёл столь же уверенно. Снова первое место в зоне. Снова второе в финальном турнире. На этот раз побеждены: «Стахановец» (Стаханов) — 2:0, «Карпаты» (Каменка-Бугская) — 2:0 и «Темп» (Шепетовка) — 2:0. Не устояли очаковцы против сумского «Автомобилиста» — 0:2 и «Стали» из Коммунарска — 1:3.
Вскоре исполком Федерации футбола Украины принял решение включить все 6 команд финального этапа в первую зону второй лиги чемпионата СССР.

### Кубок СССР среди производственных коллективов
В том же 1990 году «Маяк» завоевал Кубок СССР среди производственных коллективов. На пути к финалу были пройдены «Прогресс» (Бердичев) — 0:0, 1:0; «Гянджлик» (Баку) — 3:3, 2:1 и «Шахтёр» (Солигорск) — 2:0. На ответный матч в Очаков белорусы не явились. Соперником по финалу стала команда «Металлург» (Алдан). Матч проходил в Караганде. Ничья 0:0, а по пенальти сильнее оказался «Маяк» — 3:2. У «Maякa» пенальти peaлизовали Белан, Цымбал, Панич. В финальном матчe в coставe побeдитeлей игpaли: Степанов (Григopaш, 117), Силецкий, Maтpocoв, Полищук, Белан, Цымбал, Жypoв, Панич, Бугай, Kyxapeнкo (Фоменкo, 37), Бypименкo (C. Hopoв, 80).

### Чемпионат СССР
В чемпионате СССР 1991 года «Маяк» занял 23-е место в 1 зоне второй низшей лиги. Одержано 15 побед, 10 матчей команда завершила вничию, 25 проиграла. Интересно, что ничем не примечательное 23-е место при распределении участников первого чемпионата Украины стало последним, дающим возможность стартовать в первой лиге.

### Артания
В чемпионатах Украины очаковская команда выступала под новым именем — «Артания». Дебют был удачным — в весеннем чемпионате 1992 года высокое 3-е место в группе «Б» первой лиги. В чемпионате 1992/93 группы первой лиги объединились в одну и «Артания» стала 18-й. В чемпионате 1993/94 очаковцы сделали всего шаг назад — 19-е место, но этого стало достаточно для понижения в классе. Чемпионат 1994/95 годов команда провела во второй лиге — 15-е место среди 22 команд. В 1995 году «Артания» объединилась с командой «Олимпия ФК АЭС» (Южноукраинск) под её названием и уступила ей своё место во второй лиге.
Клуб финaнсиpoвался за счёт внeбюджетных средств, которые поступали c баз oтдыxa и пaнсиoнатов. Частично пoмогал гopoд Oчаков. После paспада CCCP, в Oчаков пpaктически пepeстали eздить pocсиянe, yпалa напoлняемость местной казны. Финансирование прекратилось и клуб со временем прекратил своё существование.

## Достижения
- Чемпион Николаевской области — 1989
- Обладатель кубка Николаевской области — 1989
- Обладатель кубка СССР среди производственных коллективов — 1990

## Главные тренеры в истории
- 01.1987—07.1994: Валерий Журавко
- 08.1994—07.1995: Виктор Степанов

## История выступлений
| Сезон                    | Лига             | Место | И  | В  | Н  | П  | МЗ | МП | О  | Кубок                    | Примечания                 |
| ------------------------ | ---------------- | ----- | -- | -- | -- | -- | -- | -- | -- | ------------------------ | -------------------------- |
| Любительский уровень     |                  |       |    |    |    |    |    |    |    |                          |                            |
| 1989                     | КФК 3 зона       | 1     | 24 | 20 | 2  | 2  | 55 | 14 | 42 | 1/4 финала кубка Украины |                            |
|                          | КФК финал        | 2     | 5  | 3  | 0  | 2  | 7  | 7  | 6  |                          |                            |
| 1990                     | КФК 6 зона       | 1     | 30 | 20 | 8  | 2  | 66 | 18 | 48 |                          |                            |
|                          | КФК финал        | 2     | 5  | 3  | 0  | 2  | 7  | 5  | 6  |                          | Переход в профессионалы[3] |
| Профессиональный уровень |                  |       |    |    |    |    |    |    |    |                          |                            |
| Чемпионат СССР           |                  |       |    |    |    |    |    |    |    |                          |                            |
| 1991                     | 2 низшая, 1 зона | 23    | 50 | 15 | 10 | 25 | 51 | 76 | 40 | 1 раунд кубка Украины    | Переименование[4]          |
| Чемпионат Украины        |                  |       |    |    |    |    |    |    |    |                          |                            |
| 1992                     | І Гр. «Б»        | 3     | 26 | 13 | 6  | 7  | 27 | 24 | 32 | 1/32 финала              |                            |
| 1992/93                  | І                | 18    | 42 | 15 | 5  | 22 | 42 | 73 | 35 | 1/32 финала              |                            |
| 1993/94                  | І                | 19    | 38 | 9  | 6  | 23 | 29 | 69 | 24 | 1/16 финала              |                            |
| 1994/95                  | ІІ               | 15    | 42 | 13 | 8  | 21 | 30 | 58 | 47 | 1/64 финала              | Объединение[5]             |